# Canthon obliquus
Canthon obliquus là một loài bọ cánh cứng trong họ Bọ hung (Scarabaeidae).